# 哈斯拉赫附近圣奥斯瓦尔德
哈斯拉赫附近圣奥斯瓦尔德是奥地利上奥地利州罗尔巴赫县的一个市镇。总面积8平方公里，总人口534人，人口密度66.8人/平方公里（2005年）。